# Сытников, Ювеналий Иванович
Ювеналий Иванович Сытников (22 ноября 1912 или 8 [21] ноября 1912, Евпатория, Таврическая губерния — 1968, Евпатория, Крымская область) — советский партийный деятель, первый секретарь Евпаторийского горкома Компартии Украины (1954—1961). В годы Великой Отечественной войны партизан Крыма, комиссар 7-й бригады Южного соединения. Награждён орденами и медалями. Почетный гражданин Евпатории (1968).

## Биография
Родился в Евпатории 22 ноября 1912 года (или 8 (21) ноября 1912 года). Коренной евпаториец, сын кузнеца, евпаторийского мещанина Ивана Ивановича Ситникова и его жены Марии Дмитриевны. Трудовой путь начал рабочим-молотобойцем. С 1932 года Ю. И. Сытников на комсомольской и партийной работе. Секретарь Фрайдорфского райкома партии. После оставления советскими войсками Крыма был эвакуирован на Кавказ, работал в партийных органах. 
В ноябре 1943 призван в ряды РККА как политработник, аттестован в звании майора. Заброшен по воздуху к партизанам Крыма. Был комиссаром 7-й бригады Южного соединения (командир Вихман Л. А.). 7-я бригада была создана 1 февраля 1944 года в составе 1-го, 8-го, 9-го и 10-го отрядов путём разделения бригады М .А. Македонского. За боевые заслуги Ю. И. Сытников был награждён орденами и медалями. 
После освобождения Крыма в мае 1944 года был демобилизован и вновь на партийной работе. В 1954 году Ю. И. Сытникова избирают первым секретарем Евпаторийского горкома Компартии Украины. На этом посту он находился до 1961 года. Его основной задачей, приложением энергии, опыта и таланта организатора было превращение Евпатории в современный благоустроенный город-курорт. 
Депутат Крымского областного Совета депутатов трудящихся 5-го созыва (11 марта 1957 – 11 марта 1959) по 52-му округу.
Постоянные перегрузки сказались на его здоровье; в 1968 году после тяжёлой болезни он скончался. Похоронен в Евпатории.

## Награды
За боевые заслуги награждён орденами: Отечественной войны II степени, Красной Звезды (30.03.1944) и медалями. Почетный гражданин Евпатории с 29 марта 1968.

## Память
В Евпатории одна из улиц носит имя Ювеналия Ивановича Сытникова.